# Labicymbium cognatum
Labicymbium cognatum is een spinnensoort uit de familie hangmatspinnen (Linyphiidae). De soort komt voor in Peru.